# Góra Kalwaria (stacja kolejowa)
Góra Kalwaria – stacja kolejowa w Górze Kalwarii, w województwie mazowieckim, w Polsce.

## Ruch pasażerski[1]
| Rok  | Wymiana pasażerska na dobę |
| ---- | -------------------------- |
| 2017 | 50-99                      |
| 2018 | 100-149                    |
| 2019 | 200-299                    |
| 2020 | 150-199                    |
| 2021 | 200-299                    |
| 2022 | 300-499                    |
| 2023 | 300-499                    |

## Perony i infrastruktura
Stacja posiada niski peron wyspowy na którym znajduje się wiata. Dojście do niego odbywa się przez schody od strony ul. Skierniewickiej. Peron składa się z 2 krawędzi peronowych, ale tylko jedna jest wykorzystywana przez pasażerów.

## Połączenia osobowe
Stacja jest stacją końcową dla pociągów  Kolei Mazowieckich. Można z niej dojechać do Piaseczna i Warszawy.
| Linia   | Przewoźnik         | Trasa |
| R80/R90 | Koleje Mazowieckie | (Nasielsk) – (Legionowo Przystanek) – W-wa Gdańska – W-wa Młynów – W-wa Zachodnia – W-wa Służewiec – Piaseczno – Zalesie Górne – Góra Kalwaria |